# Казеара

Казеара на карте штата.

Казеара (порт. Caseara) — муниципалитет в Бразилии, входит в штат Токантинс. Составная часть мезорегиона Западный Токантинс. Входит в экономико-статистический микрорегион Мирасема-ду-Токантинс. Население составляет  4 601 человек на 2010 год. Занимает площадь 1 691,632 км². Плотность населения — 2,72 чел./км².

## Демография
Согласно сведениям, собранным в ходе переписи 2010 г. Национальным институтом географии и статистики (IBGE), население муниципалитета составляет:
| Полное население                               | Полное население                               | Полное население                               | Полное население                               | 4 601 |
| ---------------------------------------------- | ---------------------------------------------- | ---------------------------------------------- | ---------------------------------------------- | ----- |
| в том числе:                                   | Городское население                            | 2 737                                          | Процент городского населения, %                | 59,49 |
|                                                | Сельское население                             | 1 864                                          | Процент сельского населения, %                 | 40,51 |
|                                                | Мужское население                              | 2 384                                          | Процент мужского населения, %                  | 51,81 |
|                                                | Женское население                              | 2 217                                          | Процент женского населения, %                  | 48,19 |
| Плотность населения, чел/км²                   | Плотность населения, чел/км²                   | Плотность населения, чел/км²                   | Плотность населения, чел/км²                   | 2,72  |
| Население муниципалитета в % к населению штата | Население муниципалитета в % к населению штата | Население муниципалитета в % к населению штата | Население муниципалитета в % к населению штата | 0,33  |

По данным оценки 2016 года население муниципалитета составляет 5 119 жителей.

## Статистика
- Валовой внутренний продукт на 2003 составляет 9.720.030,00 реалов (данные: Бразильский институт географии и статистики).
- Валовой внутренний продукт на душу населения на 2003 составляет 2.421,53 реалов (данные: Бразильский институт географии и статистики).
- Индекс развития человеческого потенциала на 2000 составляет 0,687 (данные: Программа развития ООН).

## Важнейшие населенные пункты
| № | Населённый пункт | Населённый пункт (порт.) | Категория | Население чел. (2010) | На карте                       |
| - | ---------------- | ------------------------ | --------- | --------------------- | ------------------------------ |
| 1 | Казеара          | Caseara                  | город     | 2 737                 | 9°16′26″ ю. ш. 49°57′25″ з. д. |